# Johannes de Sacrobosco

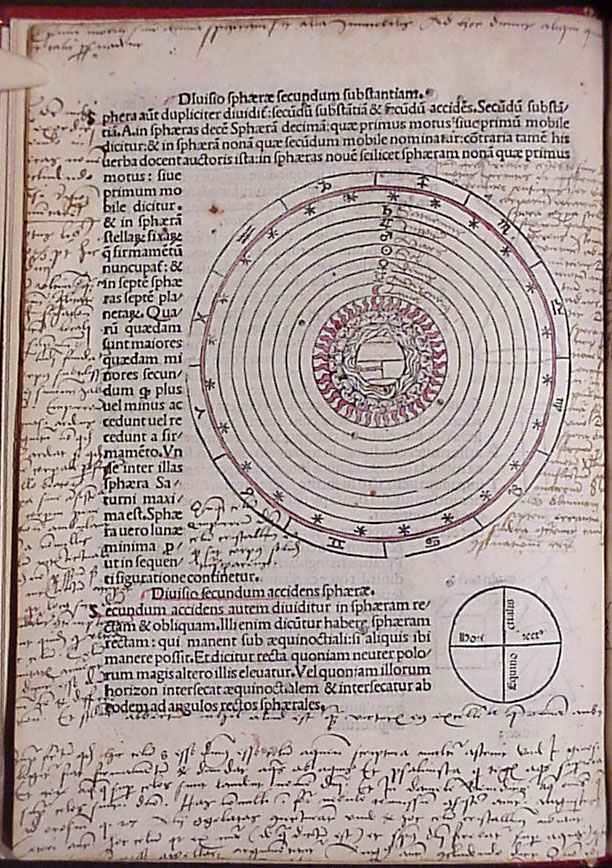
Geannoteerd gedrukt exemplaar van de De Sphaera van Sacrobosco, Universiteit van Toronto. De bladzijde toont het zonnestelsel met de aarde in het midden. De aarde is weergegeven als middeleeuwse T-kaart, met het oosten boven. Zij wordt omringd door zon, maan, planeten en de sterren van de dierenriem.

Johannes de Sacrobosco, Sacro Bosco (Jan van het heilige bos, ook John of Halifax of John of Holywood, omstreeks 1195 - omstreeks 1236) was een mogelijk Engelse wis- en sterrenkundige die les gaf aan de Universiteit van Parijs. Met Fibonacci maakte hij Arabische wiskunde in het Westen bekend. Sacrobosco schreef het traktaat De sphaera mundi waarin de aarde als een bol wordt voorgesteld.

## Levensloop

### Jeugd en opleiding
Hoewel hij Engels wordt genoemd blijft zijn geboorteplaats onbekend. Wel waren er in Engeland en heel West-Europa vele "heilige bossen" (Ho(l)lywood, Holybush of Sacrobosco). De overlevering dat hij geboren werd in Halifax (West Yorkshire), wordt soms als onjuist gezien, omdat Halifax andere etymologieën heeft dan 'heilig bos'. Sacrobosco liet zich in ieder geval ongunstig uit over het Engelse klimaat.
Hij werd opgeleid aan de Universiteit van Oxford. Volgens een 17e-eeuws verslag kwam hij op 5 juni 1221 bij de Universiteit van Parijs aan, maar het is niet bekend of hij daar verder studeerde of al les gaf. Later doceerde hij er de wiskundige disciplines, het quadrivium.

### Overlijden
Het jaar van zijn overlijden is onbekend: er zijn bewijsplaatsen voor de jaren 1234, 1236, 1244, en 1256. De inscriptie op zijn graf in het klooster van Saint-Mathurin in Parijs beschrijft hem als een rekenkundige en expert in de tijdsberekening.

## Werk

### Navolger van Arabische wiskunde
In zijn Algorismus vulgaris, misschien zijn eerste werk, toont Sacrobosco zich een navolger van voor het Westen nieuwe Arabische wiskunde. De naam Algorismus verwijst naar de Arabische wiskundige Al-Chwarizmi van wiens naam het woord algoritme is afgeleid. Het werk telt 11 hoofdstukken over optellen, aftrekken, vermenigvuldigen, delen en worteltrekken (vierkantswortel en derdemachtswortel).
Volgens Boyer verscheen dit werk later dan het meer geavanceerde werk Liber abaci (1202) van Fibonacci, maar Sacrobosco's boek werd bekender. Pedersen beweert dat bij Sacrobosco voor het eerst in West-Europa Arabisch-Indische cijfers en methoden in een leerboek worden ingevoerd.

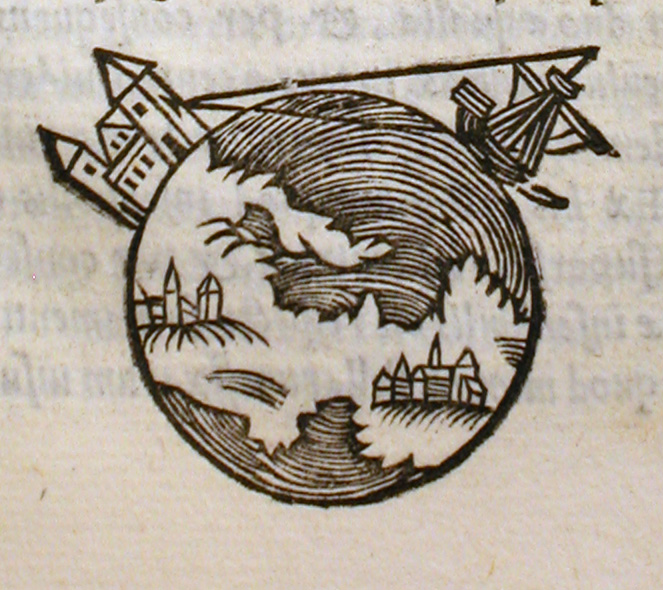
De aarde als bol. Afbeelding uit een druk van 1550 van De sphaera mundi, het belangrijkste sterrenkundeboek van de 13e eeuw.

### Aarde als bol
Rond 1230 kwam zijn bekendste werk Tractatus de Sphaera (Vertoog over de bol) uit: het wordt ook De sphaera mundi genoemd. Hierin beschreef hij de Aarde als centrum van het heelal volgens de sferische sterrenkunde en geocentrische theorie van Claudius Ptolemaeus, zijn Arabische commentatoren zoals Alfraganus, geschriften van Macrobius en het oorspronkelijke De Caelo van Aristoteles. Sacrobosco's beschrijving van de Aarde als een bol en de populariteit van zijn werk tonen aan dat de 19e-eeuwse opvatting dat middeleeuwse wetenschappers dachten dat de aarde plat was, onjuist is. (Maar in de vroege middeleeuwen werd het wereldbeeld van de platte aarde wel degelijk aangehangen, zie Platte Aarde).
Tot in de zeventiende eeuw was De Sphaera verplichte leerstof aan vele West-Europese universiteiten en werd het door geleerden gebruikt en becommentarieerd. De sphaera mundi is didactisch geschreven met literaire verwijzingen naar klassieke dichters. Het was het tweede sterrenkundige boek dat ooit gedrukt werd (Ferrara, 1472). Voor 1500 verschenen 24 uitgaven indruk, en nog eens ten minste 40 tussen 1500 en 1647, toen de laatste uitgave verscheen bij Elsevier in Leiden.

### Kritiek op juliaanse kalender
De Compotus of De Anni Ratione (1235) gaat over de berekening van paas- en pinksterdatum en tijdrekening in het algemeen met behulp van zon, maan en sterren. In dit werk merkte Sacrobosco op dat de juliaanse kalender inmiddels tien dagen te laat was en dat er een correctie nodig was. Dit boek past in de traditie van ideeën om de kalender te hervormen, onder meer van Robert Grosseteste die Sacrobosco beïnvloedde. Sacrobosco stelde voor in de toekomst elke 288 jaar één dag te schrappen, maar dit is onvoldoende. In de Compotus introduceert hij ook de misvatting dat Keizer Augustus de maand augustus een dag extra gaf ten koste van februari.

## Publicaties
- Algorismus vulgaris
- 1230 De sphaera mundi (Tractatus de Sphaera)
- 1235 Compotus of De anni ratione
- na 1239 Tractatus de quadrante, over het meetinstrument de oude kwadrant

## Vernoemd
De maankrater Sacrobosco (23,7° Z, 16,7° O ) bij de landingsplaats van Apollo 16 is naar hem genoemd.